# 코히
코히(2002년 10월 28일 ~ )는 대한민국의 가수, 유튜버다.

## 방송
- 남의연애 (2022)
- 더 인플루언서 (2024) - 20위

## 음반
- 레이디(LADY) (2023)